# Jesu omskærelse
Jesu omskærelse er en begivenhed i Jesu liv, der er omtalt i Lukas evangeliet kap. 2, vers 21, hvor det anføres, at Jesus blev omskåret otte dage efter sin fødsel. Ritualet er i overensstemmelse med jødisk lov, der foreskriver, at drengebørn skal omskæres otte dage efter fødslen under Brit milah-ceremonien, hvor barnet også navngives. Jesu omskærelse blev et ofte benyttet motiv i kristen kunst i det 10. århundrede og senere. Motivet blev ofte anvendt i en samlet levnedsbeskrivelse af Jesu liv, men fra Renæssancen blev motivet ofte benyttet som et selvstændigt emne.
Jesu omskærelse er traditionelt fejret den 1. januar i både den gregorianske og julianske kalender. Begivenheden fejres som omskærelsesfesten i den ortodokse kirke og fejres også i den protestantiske kirke og i Den engelske kirke. I den katolske kirke fejres begivenheden som Jesu navngivelse.

## Afbildning i kunst
I den tidlige urkristendom var spørgsmålet om kristen omskærelse et kontroversielt emne. Apostlen Paulus var tilhænger af, at det kristne optagelsesritual var dåben og ikke den jødiske omskærelse, og på Apostelmødet i år 50 vandt Paulus' synspunkt udbredelse. Omskærelse blev derfor en sjældenhed i den kristne verden, bortset fra blandt Den koptiske ortodokse kirke i Egypten. Muligvis af denne årsag var afbildning af Jesu' omskærelse meget sjælden i kristen kunst i det 1. århundrede og der er tilsyneladende ingen overlevende eksempler på dette motiv før end i slutningen af denne periode, selv om der er tekster, der antyder, at der har forekommet billeder af begivenheden.
Et af de tidligste afbildninger, der har overlevet er en miniature i et byzantinsk manuskript fra 979–984, Basileios 2.'s Menologium, der opbevares i Vatikanets bibliotek. Miniaturen viser en scene, hvor Maria og Josef bærer Jesus uden for en bygning, formentlig Templet i Jerusalem, hvor en præst kommer imod dem med en lille kniv. Billedet er typsik for de tidlige afbildninger, hvor selve indgrebet ikke vises. På tidspunktet for Jesu fødsel var den jødiske tradition, at indgrebet blev foretaget i hjemmet, ofte af familiens fader, og det er meget usandsynligt, at indgrebet skulle være blevet foretaget i templet.
Motivet blev i årene efter mere almindelig i den vestlige kirke og tiltagende sjælden i ortodoks kunst. I den vestlige kirkekunst blev motivet bl.a. anset som symbol på Jesu lidelse og som symbol på Jesu menneskelighed og dødelighed. Afbildninger senere i middelalderen og i renæssancen viser en generel anti-jødisk holdning; billederne er ofte karikaturer, der viser indgrebet som grotesk grusom og den jødiske mohel, der udfører indgrebet, som en truende skikkelse. Martin Luthers anti-jødiske afhandling fra 1543, Om Jøderne og deres Løgne, indeholder flere sider om jødisk omskærelse.
Motivet er ofte anvendt i protestantisk kunst, der ofte har medtaget begivenheden i illustrationer, der viser Jesu liv. Motivet optræder på døbefonte grundet teologers analogisering med dåben. Et maleri fra 1661) og en skitse fra 1654 af Rembrandt er begge usædvanlige, da de viser ceremonien til at finde sted i en stald. I denne periode var motivet sjældent benyttet i katolsk kunst, bl.a. fordi Modreformationen på Tridentinerkoncilet i 1563 tog afstand fra nøgenhed i religiøs kunst, hvilket gjorde det vanskeligt at afbilde Jesu omskærelse meningsfuldt.

## Teologi og fejring
Jesu omskærelse har traditionelt, som forklaret i værket Legenda Aurea (Den gyldne legende) fra det 14. århundrede, været opfattet som første gang, at Jesu blod havde flydt, og derved begyndelsen af menneskets frelse og en dokumentation af, at Jesus var menneskelig, ligesom omskærelsen viser accepten af Bibelens lov. Teologer fra Middelalderen og Renæssancen har gentagne gange understreget dette og har fremhævet, at indgrebet har været et forvarsel om Jesu lidelse. Protestantiske teologier har fremhævet samme temaer og har endvidere bemærket, at havde Jesus været uomskåret, ville jøderne have været mere uvillige til at modtage evangelierne.
Jesu omskærelse er i kristendommen blevet fejret otte dage efter Jesu fødsel, hvor det nyfødte barn efter semitisk tradition blev givet sit navn. Fejringen sker den 1. januar i den liturgiske kalender i den ortodokse kirke. Begivenheden fejredes også indtil 1960 i den romersk-katolske kirkes litugiske kalender, men fejres ikke i dag. I den protestantiske kirke, herunder i Folkekirken og i Den engelske kirke fejres begivenheden stadig, men der er en tendens til i højere grad at forbinde dagen med Jesu navngivning.
Johann Sebastian Bach har skrevet flere kantater til fejringen, "Beschneidung des Herrn" ("Herrens omskæring"), herunder Singet dem Herrn ein neues Lied, BWV 190, fra 1. januar 1724 i Leipzig.

## Relikvier
På forskellige tidspunkter i historien har Jesu fjernede forhud opstået som et relikvie, ofte med magiske kræfter knyttet til sig. Flere kirker i Europa har hævdet at have været i besiddelse af den afskårne forhud, nogle gange på samme tidspunkt. Den bedst kendte er Laterankirken i Rom, hvis ægthed er bekræftet ved en åbenbaring af skytshelgenen Den Hellige Birgitta. Den angivelige forhud blev opbevaret i et skrin af guld, det blev stjålet under Plyndringen af Rom i 1527, men blev siden genfundet.
De fleste relikvier af Jesu forhud forsvandt eller blev ødelagt under Reformationen og den Franske revolution. Et relikvie af forhuden befinder sig i den italienske landsby Calcata, hvor den hellige forhud så sent som i 1983 blev båret rundt i gaderne i forbindelse med fejringen af Jesu omskærelse den 1. januar, der tidligere blev fejret i den romersk-katolske kirke. Denne fejring i gaderne ophørte dog, at den juvelbesatte skrin blev stjålet med sit indhold. Det er uklart, om der stadig i dag forefindes relikvier med den hellige forhud.
Andre teologer har hævdet, at Jesus med sin himmelfart tog alle sine kropsdele - herunder de fjernede - med sig. En, Leo Allatius, gik så vidt som at hævde, at forhuden blev til Saturns ringe.

## Galleri
- Scene fra en altertavle i Tyskland
- Tintoretto, detalje
- Die Beschneidung Christi, Rubens, 1605
- Maleri af Giovanni Bellini (ca. 1500)
- Kristi omskærelse af Albrecht Dürer
- Detalje af maleri af Guido Reni
- Russisk ikon fra midten af 1700-tallet
- Bartolomeo Venetos Circoncision
- Maleri med motivet af Fra Angelico (ca. 1450)